# Referendum abrogativi in Italia del 2005
I referendum abrogativi in Italia del 2005 si tennero il 12 e 13 giugno ed ebbero ad oggetto quattro distinti quesiti, diretti ad abrogare specifiche disposizioni della legge 19 febbraio 2004, n. 40, recante "Norme in materia di procreazione medicalmente assistita".
Poiché il quorum non fu raggiunto, il referendum risultò invalido.

## Storia

### L'iter referendario
Il 25 marzo 2004, i Radicali Italiani depositano in Corte di cassazione la richiesta di referendum abrogativo.
A luglio si raggiunge il compromesso tra Radicali Italiani ed esponenti di parte del centro-sinistra, delle organizzazioni sindacali, del volontariato, dissidenti della Margherita e del centro-destra (il repubblicano Antonio Del Pennino, il forzista Alfredo Biondi, il leader di Alleanza Nazionale Gianfranco Fini e rappresentanti del Nuovo PSI), per la riproposizione alla Corte di cassazione del quesito di abrogazione totale e di nuovi quattro quesiti di abrogazione parziale della legge 40 e la nascita di un comitato trasversale.
Il 30 settembre 2004 si consegnano alla Corte di Cassazione gli scatoloni con oltre un milione di firme per il quesito di abrogazione totale e oltre 700.000 sottoscrizioni per gli altri quattro.
Il 13 gennaio del 2005 la Corte costituzionale, al termine della camera di consiglio, decide l'inammissibilità del quesito referendario di abrogazione totale, mentre dichiara ammissibili i quattro di abrogazione parziale della legge.
Il 12 e 13 giugno 2005 è la data prevista per il voto su quattro referendum abrogativi della legge 40 promossi da una coalizione composta da Radicali Italiani, Associazione Luca Coscioni, Democratici di Sinistra, Socialisti Democratici Italiani, Partito della Rifondazione Comunista e membri di vari partiti. Le proposte referendarie mirano a:
- garantire la fecondazione assistita non solo alle coppie sterili ma anche a quelle affette da patologie geneticamente trasmissibili;
- eliminare il limite di poter ricorrere alla tecnica solo quando non vi sono altri metodi terapeutici sostitutivi;
- garantire la scelta delle opzioni terapeutiche più idonee ad ogni individuo;
- dare la possibilità di rivedere il proprio consenso all'atto medico in ogni momento;
- ristabilire il numero di embrioni da impiantare.

### La vittoria dell'astensionismo

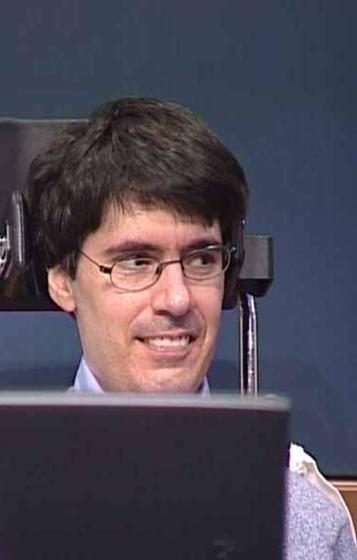
Il leader radicale Luca Coscioni, simbolo della battaglia per i referendum del 2005

L'Associazione Luca Coscioni fa risalire l'interesse dalla Chiesa cattolica alle tematiche referendarie al messaggio di Giovanni Paolo II del 4 ottobre 2004 per la 44ª Settimana sociale dei cattolici italiani, quando ancora non era stato ammesso il referendum dalla Corte Costituzionale. Nel messaggio il Pontefice afferma che «in Italia, la democrazia e la libertà politica appaiono ormai felicemente consolidate grazie in particolare al loro tenace e prolungato esercizio realizzatosi a partire dalla fine della seconda guerra mondiale», e che «a nessuno sfuggono, però, i rischi e le minacce che, per un autentico assetto democratico, possono derivare da certe correnti filosofiche, visioni antropologiche o concezioni politiche non esenti da preconcetti ideologici». Egli ritiene che i cattolici debbano «riconsiderare l'importanza dell'impegno nei ruoli pubblici e istituzionali e in quegli ambienti in cui si formano decisioni collettive significative e in quello della politica, intesa nel senso alto del termine, come oggi è auspicato da molti».
A gennaio, con il delinearsi del quadro politico, interviene anche il cardinale Camillo Ruini al consiglio permanente della CEI, mettendo in chiaro la strategia che avrebbe seguito la Chiesa cattolica nei mesi seguenti: "è inutile inseguire cambiamenti della legge in Parlamento poiché nessuna modifica apporterebbe miglioramenti alla legge 40/2004, la quale salvaguarda principi e criteri essenziali"; quanto alle modalità attraverso le quali esprimere il rifiuto dei cattolici all'abrogazione di parti della legge, Ruini propone la possibilità di far mancare il quorum alla consultazione popolare.
Il motore della campagna per l'astensione ai referendum è stato il comitato Scienza & Vita, coordinato dai professori Bruno Dallapiccola e Paola Binetti, con l'adesione di tutte le principali componenti dell'associazionismo cattolico.
Contro l'invito di Camillo Ruini a non andare a votare per i referendum, si levano i cristiani non cattolici, in particolare contro la mancanza di pluralismo dell'informazione sui referendum si schiera la Federazione delle Chiese evangeliche in Italia, che riunisce battisti, luterani, metodisti, valdesi, riformati: la posizione della FCEI sul referendum viene espressa nei documenti della Commissione per la bioetica della Tavola Valdese, che all'indomani dell'approvazione della legge ritiene "eticamente inaccettabile la completa subordinazione delle aspettative delle persone ad astratti diritti di un organismo vitale che ancora persona non è".
Con l'avvicinarsi della consultazione tuttavia, seppur il dibattito fosse vivo tra scienziati, teologi ed opinionisti, numerosi sondaggi dimostrano che pochi italiani in realtà erano informati sui quattro quesiti: dal sondaggio Abacus commissionato dai Radicali Italiani a febbraio 2005, emerge che il 64% degli italiani aveva intenzione di andare a votare per i referendum, ma il 43% di questi avrebbe voluto informarsi meglio prima di decidere se pronunciarsi per il sì o per il no; il 22% era all'oscuro del fatto che si sarebbero votati dei referendum nelle settimane seguenti e il 65% degli intervistati era poco o per nulla informato sulla fecondazione assistita; il numero saliva al 79% di coloro che non conoscevano i contenuti della legge 40. Secondo un ulteriore sondaggio pubblicato dal Corriere della Sera a maggio 2005, ad un mese dalla consultazione referendaria, il 30% degli elettori erano convinti che si sarebbe votato su un unico quesito, per l'abrogazione totale della legge.
Il 12-13 giugno i referendum non raggiungono il quorum minimo, perché solo il 25,9% degli aventi diritto si reca alle urne.
Diverse sono state le interpretazioni circa l'alto astensionismo. Per il sociologo Ilvo Diamanti:
(Ilvo Diamanti)
Secondo l'Istituto di studi e ricerche Carlo Cattaneo:
Per il cardinale Camillo Ruini il mancato raggiungimento del quorum invece è "frutto della maturità del popolo italiano, che si è rifiutato di pronunciarsi su quesiti tecnici e complessi, che ama la vita e diffida di una scienza che pretenda di manipolare la vita".
Gli scienziati, intellettuali, medici e malati italiani che hanno attivamente partecipato alla campagna referendaria convocano a Roma, con il sostegno dell'Associazione Luca Coscioni e dei Radicali Italiani, un'assemblea che analizza l'esito referendario e che propone idee e iniziative sul «che fare» dopo il referendum. Tra le altre cose, il movimento radicale, ribadisce l'importanza di proseguire la battaglia sulla fecondazione assistita, con iniziative parlamentari volte ad ottenere dei miglioramenti della legge, ma anche assistendo le donne che sarebbero dovute andare all'estero per ottenere la fecondazione eterologa.

## Quesiti

### Procreazione medicalmente assistita – limite alla ricerca clinica e sperimentale sugli embrioni – Abrogazione parziale
Limite alla ricerca clinica e sperimentale sugli embrioni. Promosso da Radicali Italiani, Associazione Luca Coscioni, Democratici di Sinistra, Socialisti Democratici Italiani e Partito della Rifondazione Comunista.
Volete voi che sia abrogata la legge 19 febbraio 2004, n. 40, avente a oggetto "Norme in materia di procreazione medicalmente assistita", limitatamente alle seguenti parti: art. 12, comma 7, limitatamente alle parole: «discendente da un'unica cellula di partenza, eventualmente»; art. 13, comma 2, limitatamente alle parole: «a essa collegate volte alla tutela della salute e allo sviluppo dell'embrione stesso, e qualora non siano disponibili metodologie alternative»; art. 13, comma 3, lettera c), limitatamente alle parole: «di clonazione mediante trasferimento di nucleo o»; art. 14, comma 1, limitatamente alle parole: «la crioconservazione e»?

### Procreazione medicalmente assistita – norme sui limiti all'accesso – Abrogazione parziale
Norme sui limiti all'accesso alla procreazione medicalmente assistita. Promosso da Radicali Italiani, Associazione Luca Coscioni, Democratici di Sinistra, Socialisti Democratici Italiani e Partito della Rifondazione Comunista.
Volete voi che sia abrogata la legge 19 febbraio 2004, n. 40, avente ad oggetto "Norme in materia di procreazione medicalmente assistita", limitatamente alle seguenti parti, articolo 1, comma 1, limitatamente alle parole: "Al fine di favorire la soluzione dei problemi riproduttivi derivanti dalla sterilità o dalla infertilità umana"; art. 1, comma 2: "Il ricorso alla procreazione medicalmente assistita è consentito qualora non vi siano altri metodi terapeutici efficaci per rimuovere le cause di sterilità o infertilità"; art. 4, comma 1: "Il ricorso alle tecniche di procreazione medicalmente assistita è consentito solo quando sia accertata l'impossibilità di rimuovere altrimenti le cause impeditive della procreazione ed è comunque circoscritto ai casi di sterilità o di infertilità inspiegate documentate da atto medico nonché ai casi di sterilità o di infertilità da causa accertata e certificata da atto medico"; art. 4, comma 2, lettera a, limitatamente alle parole: "gradualità, al fine di evitare il ricorso ad interventi aventi un grado di invasività tecnico e psicologico più gravoso per i destinatari, ispirandosi al principio della"; art. 5, comma 1, limitatamente alle parole: "Fermo restando quanto stabilito dall'art. 4, comma 1,"; art. 6, comma 3, limitatamente alle parole: "fino al momento della fecondazione dell'ovulo"; art. 13, comma 3, lettera b), limitatamente alle parole: "di cui al comma 2 del presente articolo"; art. 14, comma 2, limitatamente alle parole: "ad un unico e contemporaneo impianto, comunque non superiore a tre"; art. 14, comma 3, limitatamente alle parole: "per grave e documentata causa di forza maggiore relativa allo stato di salute della donna non prevedibile al momento della fecondazione", nonché alle parole: "fino alla data del trasferimento, da realizzare non appena possibile»?

### Procreazione medicalmente assistita – norme sulle finalità, sui diritti dei soggetti coinvolti e sui limiti all'accesso – Abrogazione parziale
Norme su finalità, diritti dei soggetti coinvolti e limiti all'accesso alla procreazione medicalmente assistita. Promosso da Radicali Italiani, Associazione Luca Coscioni, Democratici di Sinistra, Socialisti Democratici Italiani e Partito della Rifondazione Comunista.
Volete voi che sia abrogata la legge 19 febbraio 2004, n. 40, avente ad oggetto "Norme in materia di procreazione medicalmente assistita", limitatamente alle seguenti parti: art. 1, comma 1: «Al fine di favorire la soluzione dei problemi riproduttivi derivanti dalla sterilità o dalla infertilità umana è consentito il ricorso alla procreazione medicalmente assistita, alle condizioni e secondo le modalità previste dalla presente legge, che assicura i diritti di tutti i soggetti coinvolti, compreso il concepito»; art. 1, comma 2: «Il ricorso alla procreazione medicalmente assistita è consentito qualora non vi siano altri metodi terapeutici efficaci per rimuovere le cause di sterilità o infertilità»; art. 4, comma 1: «Il ricorso alle tecniche di procreazione medicalmente assistita è consentito solo quando sia accertata l'impossibilità di rimuovere altrimenti le cause impeditive della procreazione ed è comunque circoscritto ai casi di sterilità o di infertilità inspiegate documentate da atto medico nonché ai casi di sterilità o di infertilità da causa accertata e certificata da atto medico»; art. 4, comma 2, lettera a), limitatamente alle parole: «gradualità, al fine di evitare il ricorso ad interventi aventi un grado di invasività tecnico e psicologico più gravoso per i destinatari, ispirandosi al principio della»; art. 5, comma 1, limitatamente alle parole: «Fermo restando quanto stabilito dall'art. 4, comma 1»; art. 6, comma 3, limitatamente alle parole: «Fino al momento della fecondazione dell'ovulo»; art. 13, comma 3, lettera b), limitatamente alle parole: «e terapeutiche, di cui al comma 2 del presente articolo»; art. 14, comma 2, limitatamente alle parole: «ad un unico e contemporaneo impianto, comunque non superiore a tre»; art. 14, comma 3, limitatamente alle parole: «per grave e documentata causa di forza maggiore relativa allo stato di salute della donna non prevedibile al momento della fecondazione», nonché alle parole: «fino alla data del trasferimento, da realizzare non appena possibile»?

### Procreazione medicalmente assistita – divieto di fecondazione eterologa - Abrogazione parziale
Divieto di fecondazione eterologa. Promosso da Radicali Italiani, Associazione Luca Coscioni, Democratici di Sinistra, Socialisti Democratici Italiani e Partito della Rifondazione Comunista.
Volete voi che sia abrogata la legge 19 febbraio 2004, n. 40, avente ad oggetto "Norme in materia di procreazione medicalmente assistita", limitatamente alle seguenti parti: Articolo 4, comma 3: "È vietato il ricorso a tecniche di procreazione medicalmente assistita di tipo eterologo."; Articolo 9, comma 1, limitatamente alle parole: "in violazione del divieto di cui all'articolo 4, comma 3"; Articolo 9, comma 3, limitatamente alle parole: "in violazione del divieto di cui all'articolo 4, comma 3"; Articolo 12, comma 1: "Chiunque a qualsiasi titolo utilizza a fini procreativi gameti di soggetti estranei alla coppia richiedente, in violazione di quanto previsto dall'articolo 4, comma 3, è punito con la sanzione amministrativa pecuniaria da 300.000 a 600.000 euro."; Articolo 12, comma 8, limitatamente alla parola: "1,"?

## Posizioni dei partiti

### Sì
- Radicali Italiani
- Democratici di Sinistra
- Rifondazione Comunista
- Partito dei Comunisti Italiani
- Federazione dei Verdi
- Italia dei Valori

### Astensione
- Unione di Centro
- Lega Nord
- Popolari UDEUR

### Libertà di Voto
- Democrazia è Libertà - La Margherita
- Forza Italia
- Alleanza Nazionale

## Risultati

### Primo quesito
Limite alla ricerca clinica e sperimentale sugli embrioni.
| Sì                          | 10 743 710 | 88,03 |  |  |  |  |  |  |
| No                          | 1 461 217  | 11,97 |  |  |  |  |  |  |
| Totale                      | 12 204 927 | 100   |  |  |  |  |  |  |
|                             |            |       |  |  |  |  |  |  |
| Schede bianche              | 338 049    | 2,65  |  |  |  |  |  |  |
| Schede nulle                | 194 642    | 1,53  |  |  |  |  |  |  |
| Votanti                     | 12 737 618 | 25,66 |  |  |  |  |  |  |
| Elettori                    | 49 648 425 |       |  |  |  |  |  |  |
|                             |            |       |  |  |  |  |  |  |
| Esito: Quorum non raggiunto |            |       |  |  |  |  |  |  |

### Secondo quesito
Norme sui limiti all'accesso alla procreazione medicalmente assistita.
| Sì                          | 10 819 909 | 88,78 |  |  |  |  |  |  |
| No                          | 1 367 288  | 11,22 |  |  |  |  |  |  |
| Totale                      | 12 187 197 | 100   |  |  |  |  |  |  |
|                             |            |       |  |  |  |  |  |  |
| Schede bianche              | 359 300    | 2,82  |  |  |  |  |  |  |
| Schede nulle                | 191 900    | 1,51  |  |  |  |  |  |  |
| Votanti                     | 12 738 397 | 25,66 |  |  |  |  |  |  |
| Elettori                    | 49 648 425 |       |  |  |  |  |  |  |
|                             |            |       |  |  |  |  |  |  |
| Esito: Quorum non raggiunto |            |       |  |  |  |  |  |  |

### Terzo quesito
Norme sulle finalità, sui diritti dei soggetti coinvolti e sui limiti all'accesso in materia di procreazione medicalmente assistita.
| Sì                          | 10 663 125 | 87,73 |  |  |  |  |  |  |
| No                          | 1 492 042  | 12,27 |  |  |  |  |  |  |
| Totale                      | 12 155 167 | 100   |  |  |  |  |  |  |
|                             |            |       |  |  |  |  |  |  |
| Schede bianche              | 381 089    | 2,99  |  |  |  |  |  |  |
| Schede nulle                | 198 677    | 1,56  |  |  |  |  |  |  |
| Votanti                     | 12 734 933 | 25,65 |  |  |  |  |  |  |
| Elettori                    | 49 648 425 |       |  |  |  |  |  |  |
|                             |            |       |  |  |  |  |  |  |
| Esito: Quorum non raggiunto |            |       |  |  |  |  |  |  |

### Quarto quesito
Divieto di fecondazione eterologa.
| Sì                          | 9 391 161  | 77,38 |  |  |  |  |  |  |
| No                          | 2 744 895  | 22,62 |  |  |  |  |  |  |
| Totale                      | 12 136 056 | 100   |  |  |  |  |  |  |
|                             |            |       |  |  |  |  |  |  |
| Schede bianche              | 389 689    | 3,06  |  |  |  |  |  |  |
| Schede nulle                | 200 391    | 1,57  |  |  |  |  |  |  |
| Votanti                     | 12 726 136 | 25,63 |  |  |  |  |  |  |
| Elettori                    | 49 648 425 |       |  |  |  |  |  |  |
|                             |            |       |  |  |  |  |  |  |
| Esito: Quorum non raggiunto |            |       |  |  |  |  |  |  |